# Raión de Gaj
Gaj (en azerí: Qax) es uno de los cincuenta y nueve rayones en los que subdivide políticamente la República de Azerbaiyán. La capital es la ciudad de Gaj.

## Territorio y población
Comprende una superficie de 1494 kilómetros cuadrados, con una población compuesta por unas 52 517 personas y una densidad poblacional de 35,15 habitantes por kilómetro cuadrado.

## Economía
La actividad predominante es la agricultura. En particular por la producción de frutos secos, cereales y tabaco.

## Transporte
Qax, la ciudad capital, se encuentra conectada a la red ferroviaria y a la red de autobús de Azerbaiyán.